# Ернст I фон Глайхен
Ернст I фон Глайхен (на немски: Ernst I von Gleichen; * ок. 1096; † 29 декември 1151 или 1152) е граф на Глайхен, Тона (1110), граф в Тюрингия (1114), фогт на манастир Св. Петер и Паул в Ерфурт (1134), фогт на манастир Героде (1143) и (бург)-граф на Харбург в Айхсфелд (1139 и 1148), доказан в документи от 1108 до 1150 г.

## Произход
Той е син на граф Ервин I фон Глайхен (1040 – 1116/сл. 1133), монах в Рейнхардсбрун, и съпругата му Хелинбург фон Лора (1080 – 1133), дъщеря и наследничка на граф Берингер I фон Лора (1060 – 1120). През 1130 г. майка му основава манастир „Фолкенрода“.
Брат е на Ламберт I фон Глайхен († 3 октомври 1149), граф на Глайхен и Берг, на Брининг (Бруно) († 3/5 април 1149), монах в манастира „Фолкенрода“, домхер в Хилдесхайм, и на Беатрикс († 1120), омъжена за граф Попо II фон Хенеберг († 1118).

## Фамилия
Ернст I фон Глайхен се жени и има три деца:
- Ервин II фон Глайхен (* ок. 1124; † 7 септември 1192), граф на Тона, фогт на Героде (1154), граф на Глайхен (1162), граф на Тюрингия (1167), фогт на манастир Ордруф (1167), женен за жена († пр. 11 ноември 1192) и има четири деца
- Ернст II фон Глайхен († 1170 обезглавен), (бург) граф на Харбург (1154), фогт на Героде (1157), основава манастир Райфенщайн (1162), женен за Гуда († сл. 1191)
- Хелебург († сл. 1188), омъжена за граф Фридрих I фон Байхлинген († убит 1159).